# Fatjas

Fatjas är en ort i Jokkmokks kommun, Norrbottens län. Orten är belägen vid sjön Fatjasjaure cirka två mil nordost om Jokkmokk.
I byn finns en småstugeförening, bildad 1963. I närheten av området har fornlämningar påträffats, vilka enligt Länsstyrelsen är 8000 år gamla. I juni 2020 fanns det enligt Ratsit fem personer över 16 år registrerade med Fatjas som adress.